# Sjizofrenija
Sjizofrenija (russisk: Шизофрения) er en russisk spillefilm fra 1997 af Viktor Sergejev.

## Medvirkende
- Aleksandr Abdulov som Ivan Golubtjik
- Aleksandr Zbrujev som Aleksandr Viktorovitj
- Kirill Lavrov som Kolobov Oleg
- Armen Dzhigarkhanyan
- Leonid Bronevoj